# マリアーンスケー・ラーズニェ

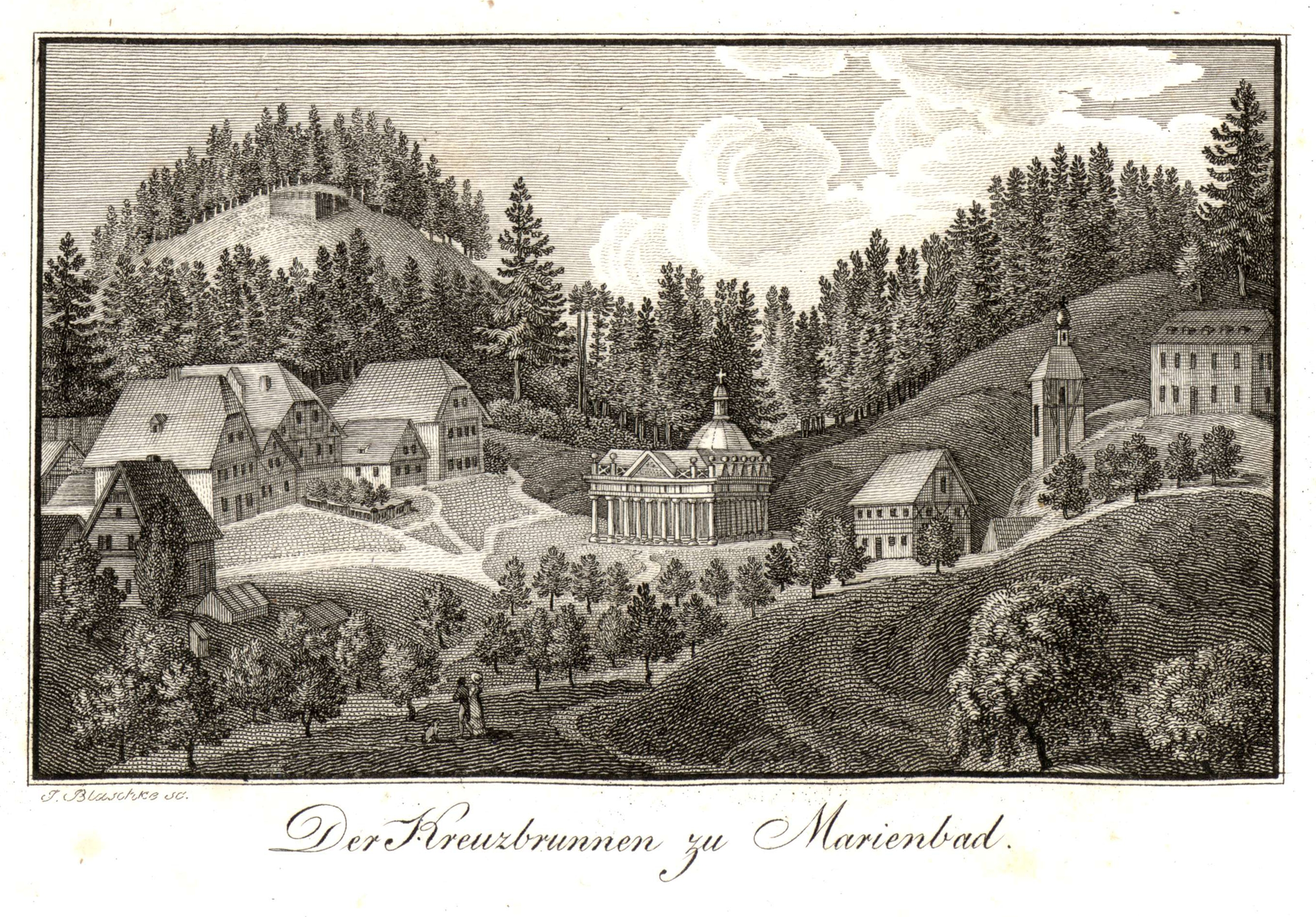
Mariánské Lázně, 1815

マリアーンスケー・ラーズニェ（Mariánské Lázně [ˈmarɪjaːnskɛː ˈlaːzɲɛ]）は、チェコのカルロヴィ・ヴァリ州の都市。人口は約1万4千人。カルロヴィ・ヴァリなどと並ぶ温泉保養地として有名である。ドイツ語ではマリーエンバート（Marienbad）で、国際的にはこの名称でよく知られる。

## 地勢・産業
ドイツからチェコにかけて広がる「ボヘミアの森」の中に位置する。海抜は約650メートルほど。カルロヴィ・ヴァリ、フランチシュコヴィ・ラーズニェと並ぶチェコ有数の温泉地である。この3つの温泉地が三角形を描くように位置しているため、あわせて「ボヘミアの温泉三角地帯」とも称され、多くの湯治客を集める。近隣の都市としては、約30キロメートル北東のカルロヴィ・ヴァリ、25キロメートル北西のヘプなどが挙げられる。15キロメートルほど西がドイツ国境。

## 歴史
16世紀前半、近隣のテプラー修道院の僧によって温泉が発見された。18世紀後半より療養目的で温泉が用いられはじめ、19世紀初頭に療養施設が成立した。鉄道網の発展などに伴い、多くの人物が訪れるようになった。19世紀半ばから20世紀初頭にかけて豪壮華麗な保養所が多く建設され、現在に至るまでホテルや一般の住居として用いられている。

## 温泉
呼吸器、泌尿器、肝臓疾患などに効用があるとされる。泉質は鉄、アルカリ塩などを多く含む。飲泉は、コロナーダと称される社交所を兼ねた施設で行われることが多い。

## 温泉を訪れた著名人

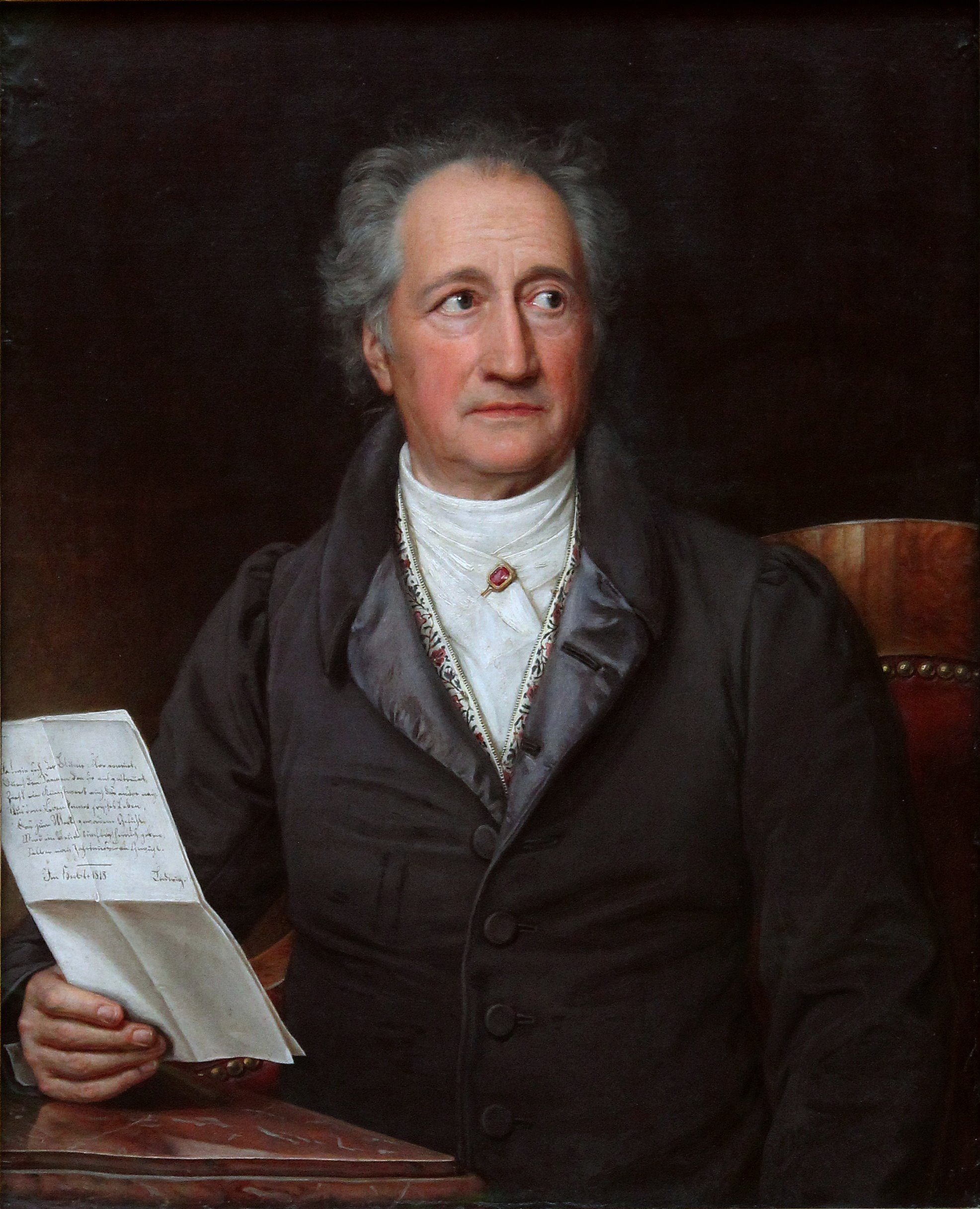
ゲーテ

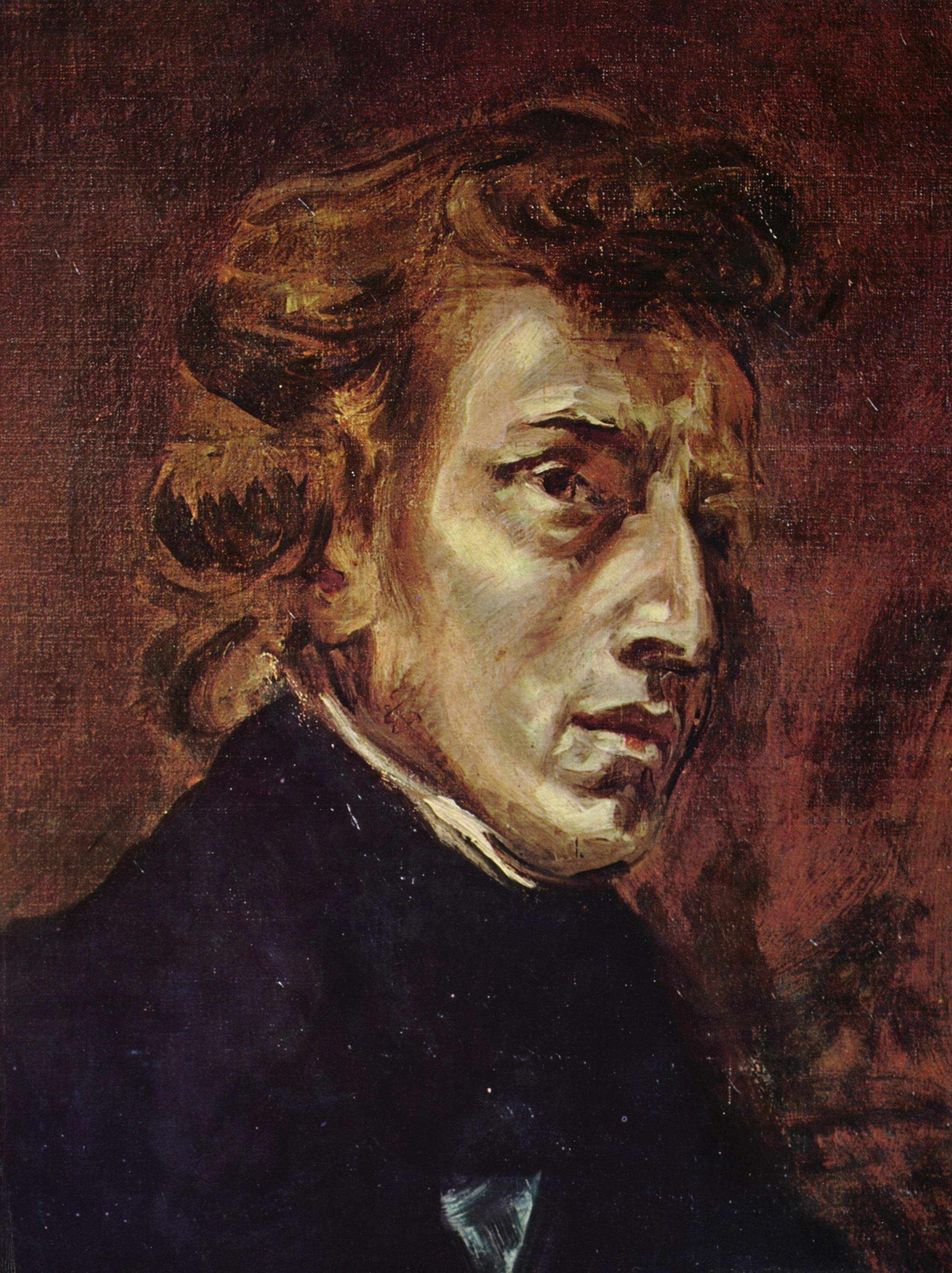
ショパン

ヨハン・ヴォルフガング・フォン・ゲーテ（1749年 - 1832年）
ドイツ最大の作家の一人。その生涯の晩年にあっても情熱家であったゲーテは、「マリーエン・バートの哀歌」という詩の中で、19歳の娘への恋心をつづっている。同都市の郷土博物館の2階には、長くゲーテが滞在していた部屋が残されており、現在でも多くの観光客を集めている。
フレデリック・ショパン（1810年 - 1849年）
19世紀ポーランドの作曲家。フラヴニ通りには、彼の滞在していた家がショパン記念館として残されている。恋人ともこの地に訪れていた。
フランツ・カフカ（1883年 - 1924年）
『変身』『審判』などの作品で知られる作家。病弱であった彼はこの街で湯治を行ったが、暴飲暴食がたたりプラハに戻ったというエピソードがある。
ヨハン・シュトラウス2世（1825年 - 1899年）
コロナーダの近くにある「歌う噴水」で、彼の曲がよく流される。
エドワード7世（1841年 - 1910年）
ノヴェー・ラーズニェの個室風呂には、彼が好んで利用した風呂が残されている。
その他、シュテファン・ツヴァイク、フリードリヒ・ニーチェ、リヒャルト・ワーグナー、マクシム・ゴーリキー、マーク・トウェインなど多くの人物がマリャーンスケー・ラーズニェを訪れた。外国君主では、イギリスのエドワード7世のほかでもロシアのニコライ2世などが同都市に立ち寄っている。

## 交通
プラハから特急列車で3時間強。カルロヴィ・ヴァリから2時間弱でマリアーンスケー・ラーズニェに到着する。

## 有名な出身者
- ペーター・ホフマン - テノール歌手

## 姉妹都市
- バート・ホンブルク・フォア・デア・ヘーエ、ドイツ
- キアンチャーノ・テルメ、イタリア
- マルクシス（英語版）、フランス
- ニジニ・タギル、ロシア
- ヴァイデン・イン・デア・オーバープファルツ、ドイツ